# 6582 Flagsymphony
6582 Flagsymphony (1981 VS) là một tiểu hành tinh vành đai chính được phát hiện ngày 5 tháng 11 năm 1981 bởi E. Bowell ở trạm Anderson Mesa thuộc Đài thiên văn Lowell.